# Protocol troncal VLAN
VLAN Trunking Protocol (VTP) és un protocol propietari de Cisco que propaga la definició de xarxes d'àrea local virtual (VLAN) a tota la xarxa d'àrea local. Per fer-ho, VTP transporta informació de VLAN a tots els commutadors d'un domini VTP. Els anuncis VTP es poden enviar a través de 802.1Q i troncs ISL. VTP està disponible a la majoria dels productes de la família Cisco Catalyst. Amb VTP, cada Catalyst Family Switch anuncia el següent als seus ports troncals:
- Domini de gestió
- Número de revisió de la configuració
- VLAN conegudes i els seus paràmetres específics

Hi ha tres versions de VTP, és a dir, la versió 1, la versió 2 i la versió 3.
L'estàndard IEEE comparable utilitzat per altres fabricants és GVRP o el més recent MVRP.

## Detalls de la implementació

Exemple sense i amb VTP

Als dispositius Cisco, el VTP (VLAN Trunking Protocol) manté la coherència de la configuració de la VLAN en una única xarxa de capa 2. VTP utilitza trames de capa 2 per gestionar l'addició, la supressió i el canvi de nom de les VLAN dels commutadors en el mode de client VTP. VTP s'encarrega de sincronitzar la informació de la VLAN dins d'un domini VTP i redueix la necessitat de configurar la mateixa informació de la VLAN a cada commutador, minimitzant així la possibilitat d'incoherències de configuració que es produeixen quan es fan canvis.

## Avantages
VTP ofereix els següents avantatges:
- Coherència de configuració de VLAN a la xarxa de capa 2
- Distribució dinàmica de VLAN afegides a la xarxa
- Configuració Plug-and-Play quan s'afegeixen noves VLAN

## Desavantages
Quan s'afegeix un commutador nou a la xarxa, per defecte es configura sense nom de domini ni contrasenya VTP, però en mode de servidor VTP. Si no s'ha configurat cap nom de domini VTP, assumeix el del primer paquet VTP que rep. Com que un commutador nou té una revisió de configuració de VTP de 0, acceptarà qualsevol número de revisió com a més recent i sobreescriurà la seva informació de VLAN si les contrasenyes de VTP coincideixen. Tanmateix, si connecteu accidentalment un commutador a la xarxa amb el nom de domini VTP i la contrasenya correctes, però un número de revisió VTP superior al que té la xarxa actualment (com ara un commutador que s'havia eliminat de la xarxa per al manteniment i que s'havia retornat amb la seva informació de VLAN esborrada) aleshores tot el domini VTP adoptaria la configuració de VLAN del nou commutador, que és probable que provoqui la pèrdua d'informació de la VLAN a tots els commutadors del domini VTP, provocant errors a la xarxa. Com que els commutadors de Cisco mantenen la informació de configuració de VTP per separat de la configuració normal, i com que aquest problema en particular es produeix amb tanta freqüència, s'ha conegut col·loquialment com la "bomba VTP".
Abans de crear VLAN al commutador que es propagarà mitjançant VTP, primer s'ha de configurar un domini VTP. Un domini VTP per a una xarxa és un conjunt de tots els commutadors connectats de manera contigua amb la configuració de VTP corresponent (nom de domini, contrasenya i versió de VTP). Tots els commutadors del mateix domini VTP comparteixen la seva informació de VLAN entre ells i un commutador només pot participar en un domini de gestió de VTP. Els commutadors de diferents dominis no comparteixen informació de VTP. La configuració de VTP que no coincideix pot provocar problemes en la negociació de troncs de VLAN, canals de ports o canals de ports virtuals.